# Тимошихское сельское поселение
Тимошихское сельское поселение — муниципальное образование в составе Ивановского района Ивановской области России. 
Центр — деревня Тимошиха.

## История
Тимошихское сельское поселение образовано 25 февраля 2005 года в соответствии с Законом Ивановской области № 40-ОЗ.

## Население
| 2002  | 2010  | 2011  | 2012  | 2013  | 2014  | 2015  |
| ----- | ----- | ----- | ----- | ----- | ----- | ----- |
| 1158  | ↘1084 | ↘1083 | ↘1081 | ↗1091 | ↗1103 | ↘1097 |
| 2016  | 2017  | 2018  | 2019  | 2020  | 2021  |       |
| ↗1120 | ↘1105 | ↘1099 | ↘1037 | ↘1021 | ↗1162 |       |

## Состав сельского поселения
| №  | Населённый пункт                 | Тип населённого пункта          | Население |
| -- | -------------------------------- | ------------------------------- | --------- |
| 1  | Бедряево                         | деревня                         | ↘15       |
| 2  | Гляденцево                       | деревня                         | ↘1        |
| 3  | Добрынское                       | деревня                         | ↘9        |
| 4  | Железнодорожной станции Ермолино | деревня                         | ↗474      |
| 5  | Зольново                         | деревня                         | ↘0        |
| 6  | Колбацкое                        | село                            | ↗136      |
| 7  | Котюрево                         | деревня                         | ↘30       |
| 8  | Марицыно                         | деревня                         | ↘2        |
| 9  | Опольное                         | деревня                         | 83        |
| 10 | Ошуриха                          | деревня                         | ↘12       |
| 11 | Пережогино                       | деревня                         | 20        |
| 12 | Петровское                       | деревня                         | ↘23       |
| 13 | Плишкино                         | деревня                         | 4         |
| 14 | Поляниново                       | деревня                         | ↘3        |
| 15 | Рябинкино                        | деревня                         | ↘22       |
| 16 | Тимошиха                         | деревня, административный центр | ↘200      |
| 17 | Щипачево                         | деревня                         | ↘4        |
| 18 | Ярлыково                         | деревня                         | ↘46       |